# Кладно (район)
Кладно (чеш. Okres Kladno) — один из 12 районов Среднечешского края Чешской Республики. Административный центр — город Кладно. Площадь района — 719,61 кв. км., население составляет 160 076 человек. В районе насчитывается 100 муниципалитетов, из которых 8 — города.

## География
Район расположен в северо-западной части края. Граничит с районами Раковник, Прага-запад, Бероун и Мельник Среднечешского края; Лоуни и Литомержице Устецкого края.

## Города и население
Данные на 2009 год:
| Город     | Население |
| --------- | --------- |
| Кладно    | 71 430    |
| Слани     | 15 624    |
| Стохов    | 5 703     |
| Унгошть   | 3 886     |
| Вельвари  | 2 970     |
| Либушин   | 2 889     |
| Буштеград | 2 715     |
| Смечно    | 1 892     |

| Всего           | Женщин           | Мужчин           |
| --------------- | ---------------- | ---------------- |
| 160 076 (100 %) | 81 434 (50,87 %) | 78 642 (49,13 %) |

Средняя плотность — 222 чел./км²; 66,91 % населения живёт в городах.

## Археология
Два древних женских образца RISE568, RISE569 из Брандысек (cs:Brandýsek) сначала относили к культуре колоколовидных кубков, но после передатировали VII-VIII веками нашей эры (660-770 calCE) как ранних славян. У них определены митохондриальные гаплогруппы H и H1af2.